# Берцеліаніт
Берцеліаніт — мінерал, селенід міді координаційної будови.

## Загальний опис
Формула: Cu2-xSe. Містить (%): Cu — 61,62; Se — 38,38.
Домішки: Ag, Ti. Сингонія кубічна. Спайності не має. Густина 6,7. Твердість 2. Колір срібно-білий, швидко тьмяніє. Блиск металічний. Риса блискуча. Непрозорий. Зустрічається у вигляді вкраплеників, дендритоподібних кірочок та щільних утворень. Помічений з іншими селенідами у гідротермальних залізних рудах та кальцитових жилах. Рідкісний.